# Thelyphonellus ruschii
Espèce
Thelyphonellus ruschii est une espèce d'uropyges de la famille des Thelyphonidae.

## Distribution
Cette espèce est endémique du Guyana.

## Publication originale
- Weygoldt, 1979 : Thelyphonellus ruschii n. sp. und die taxonomische Stellung von Thelyphonellus Pocock 1894 (Arachnida: Uropygi: Thelyphonida). Senckenbergiana Biologica, vol. 60, no 1/2, p. 109-114.